# Raymond Abellio
Raymond Abellio, pseudónimo de Georges Raymond Soulès, (Toulouse, 11 de novembro de 1907 — Nice, 26 de agosto de 1986) foi um escritor e filósofo francês.
A sua obra de ficção, de inspiração e essência metafísicas, inicia-se com um primeiro romance (Heureux Les Pacifiques), e desenvolve-se em seguida através da construção de uma Trilogia (Les yeux d’Ézéchiel sont ouverts, La fosse de Babel e Visages immobiles) que ocupará o resto de sua vida. Ao longo destes quatro romances, o narrador (inicialmente chamado Saveilhan e depois Pierre Dupastre) irá evoluindo no sentido da descoberta do “Homem Interior”, ao mesmo tempo que assiste ao desenrolar dos sobressaltos da História Contemporânea mundial, na qual é chamado a “tomar parte sem tomar partido”.
A sua obra filosófica, por sua vez, desenvolve-se através de vários ensaios e numerosos artigos e conferências, onde o autor apoiando-se no estudo da fenomenologia transcendental de Edmund Husserl e no conhecimento da Tradição esotérica ocidental e oriental, que lhe viria a ser transmitida pelo seu “mestre” espiritual Pierre de Combas, acaba por se orientar no sentido da construção de uma “gnose moderna”, que questiona e expande o significado e as implicações do conhecimento contemporâneo. Finalmente, Raymond Abellio também escreveu memórias, coligidas numa outra Trilogia “Ma Dernière Mémoire”, em três volumes (Un Faubourg de Toulouse, Les Militants, Sol Invictus) que se referem aos primeiros quarenta anos da sua vida.

## Esboço biográfico
Nascido numa família pobre do subúrbio de Minimes de Toulouse, Georges Raymond Soulès ingressou em 1927 na Escola Politécnica de Paris donde saiu para o Departamento de Pontes e Estradas. Após aderir ao grupo parisiense de estudantes socialistas e depois à Juventude Socialista do XIVº bairro, Soulès "converteu-se" ao marxismo em 1928, e ingressou, em 1932, na Section Française de l’Internacional Ouvrière (SFIO), aderindo em seguida ao Centro Politécnico de Estudos Económicos (X-Crise). O romance o Grand Slam, entretanto escrito, nunca será publicado, e acabará por ser destruído durante um bombardeamento, em 1940. Após o encontro, em 1932, com o surrealismo e a escrita automática, Soulès rompeu, em 1935, com o Partido Comunista. No ano seguinte, sob o governo de Léon Blum, o futuro escritor é encarregado de missão no Ministério da Economia Nacional. Primeiro servindo como engenheiro na Drôme e depois em Paris e em Versalhes, Soulès militou na oposição de esquerda do Partido Socialista, representando-a no comité de direção do partido em 1937 e 1939. Em 24 de agosto de 1939, Soulès foi mobilizado para o 6º regimento de engenharia em Angers, e foi feito prisioneiro em 26 de maio de 1940, em Calais, tendo permanecido no Offlag IV D, durante oito meses. Após o regresso do cativeiro, em 1941, o militante ingressa no Movimento Social Revolucionário (MSR) de Eugène Deloncle (onde segundo algumas vozes terá cedido à "tentação totalitária"). Com outros membros, no entanto, Soulès participou numa fração clandestina. Dessa forma, após a exclusão de Eugène Deloncle, em 1942, o MSR é renovado e assegura a ligação com a Resistência Francesa, como testemunhou Jean Gemaehling.
Em 1943, ele era membro da Frente Nacional Revolucionária, criada por Marcel Déat, que incluía a maioria dos partidos colaboracionistas, com exceção do Partido Popular Francês. Chefe de fila da FRN, Georges Soulès esteve na origem da fundação, em 1943, do grupo clandestino "Os Unitários" que publicou o boletim Força Livre. 1943 foi, para Soulès, o ano decisivo do seu encontro com Jane L. e com Pierre de Combas, que será o seu “mestre espiritual” até à partida de Soulès para o exílio. Forçado a esconder-se, Soulès mudou várias vezes de domicílio, entre 1944 e 1947, ano em que decide refugiar-se na Suíça, onde se tornará o tutor dos filhos de Jean Jardin, ex-diretor do gabinete de Pierre Laval. Durante este período de clandestinidade, escreveu os seus primeiros livros. Publicado, já sob o nome de Raymond Abellio, em 1947, o seu primeiro romance Heureux les Pacifiques, em Abril desse ano o mesmo obteve o prémio de Sainte Beuve. Durante este período, Georges Soulès abandonou o campo da ação política, para "renascer", definitivamente, como Raymond Abellio.
Em 1948, porque havia sido confundido com um homónimo, gerente de propriedade judia durante a ocupação, Georges Soulès foi condenado à revelia a dez anos de trabalhos forçados. Perdoado em 1952, através da intervenção de elementos ligados à Resistência (em especial o depoimento do general Pierre Guillain de Bénouville), Abellio regressou a Paris em 1953. Tendo abandonado a política, este ex-ativista dirigiu, para ganhar a vida, uma empresa de engenheiros consultores sem nunca, paralelamente, deixar de se dedicar à busca do conhecimento, através da literatura, da filosofia e do esoterismo. Regularmente convidado a apresentar as suas ideias em emissões audiovisuais e de rádio, foi no entanto através da sua obra literária e ensaística que Raymond Abellio se empenhou na transmissão do conhecimento gnóstico que viria a constituir e a aperfeiçoar. Morreu em 1986. Um Cahier de L’Herne foi-lhe dedicado em 1979.
Sobre a personalidade do autor, registe-se o seguinte testemunho:
"Esta personalidade excecional, no bom e mau sentido do termo, é um composto de qualidades raramente reunidas: Abellio é ao mesmo tempo um científico, um ativista, um filósofo, um gnóstico, um romancista, um amoroso, um artista - e esta lista não é exclusiva. Ele mesmo é uma imagem viva da Totalidade. E isso deve-se ao encontro raro de uma vitalidade e de uma intelectualidade particularmente fortes, as quais em vez de se prejudicarem uma à outra, se aplicam mutuamente num movimento ascendente."

## Um caminho para a Gnose

### Do compromisso político ao despertar fenomenológico
A adolescência de Georges Soulès foi atravessada por "crises místicas" que, em intervalos irregulares, davam ritmo a uma existência solitária, interior e estudiosa. Exprimindo-se espontaneamente por uma religiosidade vivida à margem dos outros por meio de uma liturgia muito pessoal, esta mística "do interno", se era já um anseio pelo absoluto, no entanto, permanecia sem estrutura definida, sem finalidade específica, sem qualquer motivo consciente, como uma predisposição mística difusa e espontânea. Em 1928, durante um encontro com o capelão da Escola Politécnica, Padre Pupey-Girard, realizado a pedido deste, o jovem politécnico foi convidado para evangelizar as massas socialistas, ao mesmo tempo que ouviu falar sobre a dimensão do homem interior, a que se referia S. Paulo. Sendo esta entrevista um dos aspetos mais marcantes de sua vida, ela esteve na origem de uma experiência interior decisiva: Soulès encetou a sua “conversão” marxista. A sua mística encontrou, naquilo que Abellio designará mais tarde de "física social", simultaneamente, um objetivo (a revolução socialista) e um campo de intervenção (o ativismo político), mas sobretudo um sistema rigoroso capaz de canalizar, ordenar e polarizar os seus entusiasmos, e dar-lhes um sentido. O marxismo foi, portanto, para Soulès, o primeiro contacto genuíno com o mundo das ideias e da racionalidade. O tema do confronto dialético da alma e do espírito, do calor e da luz, tomou aí corpo pela primeira vez, na sua vida útil. Ao longo do seu comprometimento marxista, que durou até 1938, mas também durante o período que se estende de 1939-1943, Soulès procurou conciliar a "vontade de poder" com um "ideal de pureza", combinando assim o mundo das ideias com o domínio do poder. Mas a partir das suas experiências políticas fracassadas, o militante gradualmente consciencializa-se da impossibilidade de conciliar as questões do indivíduo e da espécie e, finalmente, uma apetência cada vez mais intensa para o conhecimento, levou-o a rejeitar as suas ilusões. Dar-se-á então um novo encontro, melhor um duplo encontro, que terminou por resgatá-lo da esfera da intervenção sociopolítica, e que o fez entrar no mundo dos mistérios do conhecimento. Na verdade, quase ao mesmo tempo (março de 1943), aquele que era conhecido como George Soulès conheceu tanto aquela que o faria entrar "nos domínios enigmáticos do amor que são a razão de ser do próprio amor": Jane L., como conheceu também aquele que viria a tornar-se o seu mestre espiritual: Pierre de Combas. Soules, portanto, viu-se envolvido em seu "segundo nascimento", que o faria renascer com o nome de Raymond Abellio

### Do esoterismo para a filosofia moderna
Pierre de Combas era um indivíduo singular: um antigo professor primário, depois curandeiro e, finalmente, um recluso, que iniciou Soulès no esoterismo, sendo o termo esoterismo aplicado aqui para designar um conjunto heterogéneo de doutrinas referentes a uma Tradição universal. Graças a Pierre de Combas – cujos ensinamentos se baseavam principalmente em dois livros: a Bíblia e o Bhagavad-Gita – Soulès descobriu realmente as tradições e as ciências tradicionais (particularmente a Numerologia e a Kabbalah), e entrou "realmente no esoterismo como tal." O encontro com Pierre de Combas ocorreu num momento crítico, precisamente quando Soulès estava a questionar o seu envolvimento político. A sua entrada no esoterismo marcou, portanto, uma rutura radical com a ideologia, e ditou o seu afastamento do terreno da intervenção política. Foi principalmente por intermédio do gnosticismo cristão que esta passagem se deu, estabelecendo aquilo que mais tarde constituiria a relação esotérica de Abellio com o cristianismo. O cristianismo, portanto, passou a ocupar um lugar privilegiado na busca de conhecimento empreendida por Abellio, sem excluir outros esoterismos e outras tradições. Finalmente, o que Soulès procurava no esoterismo, nesse corpo de doutrinas que se apresentam a ele, de repente, na sua amplidão, na sua riqueza e seus ensinamentos, como ele mesmo refere era "uma base ética para justificar e legitimar uma transformação vital profunda". Ele encontrou ali elementos que, uma vez recuperados, viriam a ser, para alguns, as bases da sua filosofia gnóstica, para outros, as referências simbólicas que nos permitem compreender melhor o presente e o futuro das coisas: a existência de uma unidade primordial velada, repousando sobre uma interdependência universal; o princípio da semelhança; a não-dualidade; a existência de uma influência espiritual; o valor qualitativo dos números; o preceito segundo o qual devemos ver e sentir a positividade em todas as coisas; a conceção do verdadeiro conhecimento, ao mesmo tempo como doutrina e como prática; a designação do mundo contemporâneo como "fim de um ciclo"; a possível construção de uma Arca (interior). A entrada no esoterismo foi assim, para Soulès, o momento e o ato preparatórios para um ingresso consequente e refletido na sua interioridade: "a única âncora verdadeira." Aos seus olhos, porém, aquele ensinamento rapidamente lhe pareceu insuficiente, incapaz de satisfazer a exigência de universalidade, de clareza e de contributo pessoal que o moviam. As duas principais críticas por ele formuladas contra o ensinamento de seu mestre, e contra a panóplia de glosas e de doutrinas que integravam o esoterismo moderno, era, por um lado, o seu dogmatismo, e, por outro, a natureza externa da sua crítica da tradição. Isto é, mais do que o esoterismo, aquilo que Raymond Abellio começou a atacar, a partir de 1944, foram os esoteristas, designadamente René Guénon.

### Da filosofia moderna à gnose
Segundo Raymond Abellio, na Tradição, existe um núcleo central, um fundo de verdade, que importa "desocultar", a partir de uma "crítica interna". Esta conduta, que importa empreender, corresponde ao terceiro significado do esoterismo: uma verdadeira visão vivida que destaca e atualiza, racionalmente, a mensagem da Tradição, a partir da sua incorporação transcendental, por meio de uma "conversão e de uma de presença a si mesmo do ser interior", passagem que dá acesso a um estado "iluminante" que Abellio designa "transfiguração" do mundo, estado esse que para Abellio constitui o fim do próprio esoterismo, no sentido duplo de que se reveste a palavra fim. O esoterismo entendido uma vez como "desocultação" apresenta-se como o caminho gnóstico, aberto por Abellio: uma via que conduz ao conhecimento! Esta via foi possível graças ao encontro que Abellio teve com a filosofia moderna. Um encontro que lhe permitiu implementar a sua exigência de clarificar as suas intuições e organizar os materiais herdados de muitas doutrinas esotéricas.
A filosofia moderna desempenhou um papel catalisador que lhe forneceu ao mesmo tempo o ímpeto, por reação, contra o pensamento de Jean-Paul Sartre, e a orientação, a estrutura e as ferramentas necessárias para criar a sua própria filosofia. Como ele mesmo afirma, foi a sua reação contra a filosofia do pai do existencialismo que o levou a pronunciar-se, contra os princípios e inferências de seu pensamento: a transcendência do ego; a consciência como forma vazia e como realidade impessoal; o esvaziamento do momento presente, a não-comunicabilidade das consciências; a redução das dimensões do ser a duas regiões: ser em-si e ser para-si.
A partir da crítica a Sartre, Abellio começou a desenhar e explicitar os princípios fundadores da sua própria filosofia. Visando, contra Sartre, atualizar a Tradição, Abellio procedeu à refundação da relação ancestral sujeito/objeto, refundação essa que teve como ponto de apoio e primeiro objeto de análise um aspeto que é uma questão epistemológica central e inevitável – e um desafio – da pesquisa fenomenológica: a análise da estrutura da perceção. Tendo como corolário a descoberta da estrutura da intuição e do "agora", essa reformulação levou Abellio à criação do modelo lógico-simbólico da "estrutura absoluta", assim como à formulação da teoria da "lógica da dupla contradição cruzada". Foi a partir do encontro conflitual com a obra de Sartre, especialmente, em "O Ser e o Nada", que Abellio teve a ideia de relacionar a ontologia e a fenomenologia. De Sartre, julgado inadequado e agnóstico, Abellio chegou, por um lado, a Husserl e à fenomenologia e, por outro, a Heidegger e à ontologia. Profundamente marcado pela leitura da obra de Husserl, Abellio apropriou-se, integrou e completou o método da fenomenologia transcendental, não apenas a partir de um ponto de vista analítico ou conceptual, mas reconhecendo-o como um verdadeiro poder, capaz de instaurar uma comunidade de pensamento, através da operacionalização dos seus próprios fundamentos: a "epoche"; a redução fenomenológica; a redução eidética; o sujeito transcendental; a intencionalidade (a que Abellio associou, por um lado, a intensidade, através da qual a consciência funda em si mesma o objeto visado e se preenche do mesmo, e, por outro lado, a intensificação, como poder específico e pessoal do crescimento qualitativo da intensidade); a intuição; a constituição; o "mundo da vida"; a intersubjetividade transcendental. Em relação à ontologia de Heidegger, por outro lado, a posição de Abellio parece ter mudado sensivelmente ao longo do tempo. Se em A Estrutura Absoluta "a nova ontologia de Heidegger" lhe aparece “como complemento da fenomenologia transcendental", por outro lado, em O Manifesto da nova Gnose, seu último livro, escreve que "as afirmações repetidas de Heidegger sobre a radicalidade do problema do Ser relativamente ao problema da consciência, parecem-nos mais perentórios do que claros". Dito isso, o projeto da fundação ontológica da fenomenologia nunca foi contestado por Abellio, ele reconheceu em Heidegger, mais ou menos explicitamente, o mérito de ter aberto ao espírito algumas pistas fecundas, de ter introduzido na história das ideias algumas categorias esclarecedoras e de ter operado desenvolvimentos benéficos. Alguns dos elementos-chave da filosofia de Heidegger recuperados por Abellio são: a diferença ontológica; a diferença entre a Presença e o que através dela se presentifica; o Aberto, o Stimmung; o projeto de superar a velha metafísica.

### A Gnose abelliana
O confronto entre os ensinamentos fundamentais da tradição esotérica e o pensamento filosófico moderno determinou a "descoberta" de que falamos. Nesse confronto e por seu intermédio se elucida a mensagem da Tradição ou Conhecimento primordial, e são encontrados, ou mais precisamente são reconstituídos internamente, as chaves universais da gnose eterna. Eis aqui, simplesmente enunciadas, as categorias às quais correspondem as diferentes chaves, assim como a sua tradução particular na filosofia de Abellio: postulado - "interdependência universal"; modelo - "estrutura absoluta"; metodologia - "lógica da dupla contradição cruzada"; génese ou progressão - "integração" e "intensificação"); perspetiva e finalidade - "transfiguração".
Considerada o postulado fundamental da sua filosofia, Raymond Abellio refere-se à "interdependência universal", nos seguintes termos:
De momento, contentar-nos-emos em afirmar que a noção de interdependência universal considerada como postulado de partida - interdependência que implica a intersubjetividade de um Nós transcendental, ou melhor, de um Eu (no sentido vedântico), quer dizer, a presença de uma consciência absoluta - constitui o corpo metafísico implícito que de melhor forma pode servir de base a toda a filosofia conceptual, ou explicita e restitui, a esta última, uma consciência exata da sua dimensão, quer dizer, torna-a realmente científica.[…] Repitamos também, que, para nós, falar de interdependência ou de intersubjetividade universais e de consciência absoluta, será sempre uma e a mesma coisa. Não existe aí qualquer extensão dos nossos elementos. Ver a consciência, a inteligência e o conhecimento em toda a parte, e na sua mais elevada clareza, torná-la o tecido unificante do mundo, atribuir a visão da diversidade, particularidades, "oposições", a uma insuficiência provisória da nossa visão, é pelo menos tão "natural" como admitir a multiplicidade como um facto original e definitivo. Porque hão-de a inteligência e a consciência ser menos universais que a gravitação?
A génese da Gnose abeliana, gnóstica já pelo percurso, deve ser entendida desde logo como atualização e "visão vivida", afirmando-se como tal a partir de um certo ponto de seu desenvolvimento, e da sua desocultação. Ela encarna a nova abordagem ao conhecimento, que Abellio designa de "nova gnose". Ela é o caminho, a tarefa e a obra do próprio Ocidente, esse lugar espiritual do despertar da consciência transcendental, mas também da mobilização e transfiguração da razão. Essa é a via, portanto, da edificação do homem interior, que conduz à constituição da "fenomenologia genética", outro nome utilizado por Abellio para descrever a nova gnose. Com base nestes resultados, Abellio podia mergulhar de novo, sem se perder, na multiplicidade das ciências, filosofias e tradições, procurando por todo o lado o traço faixa e a ilustração do fundo universal. A Abellio, não lhe restava senão dar testemunho, a partir de certos sinais lançados aos homens, da existência de uma nova conduta gnóstica, da existência de uma nova via, ocidental, do conhecimento.
Sobre essa Nova Gnose, Antoine Faivre adianta:
"O que é essa gnose? É "a escada sem fim até ao Cristo", diz-nos Abellio numa entrevista de janeiro de 1982. Gnósticos são antes de mais aqueles que recusam separar a razão e a fé. [...] À partida, a Gnose não deve ser confundida com o gnosticismo do princípio da nossa era, quase inteiramente dualista, enquanto a gnose contemporânea quase sempre desemboca num não dualismo radical. [...] A gnose segundo Abellio não se apresenta como uma teurgia, um contacto possível com o mundo angélico. Ela prende-se essencialmente com o acontecimento íntimo, com a crise permanente do ser; não se trata de atingir um estado de fusão com o nosso Deus pessoal, como acontece com os místicos, mas de edificar em si o Homem Interior, de que fala S. Paulo nas suas Epístolas e Husserl na sua fenomenologia. Realização que passa por uma "concentração", ou "enstase": a gnose não é uma saída para fora de si, um abandono da inteligência; ela permite e desenvolve o jogo da racionalidade, exigência fundamental trazida ao mundo pelo Ocidente, desde os Gregos". 

## A Obra

### A obra, o pensamento e o sentido
Sendo uma tal filosofia, ao mesmo tempo, doutrina, método e práxis, da parte dos que se interessam por ela, conhecê-la implica desde logo confrontar-se, de forma consistente e integral, com as obras que a revelam, a ilustram, a demonstram, a evocam e a aplicam. Cada uma das obras do corpus abelliano constitui uma expressão particular de uma filosofia que parte em demanda do sentido das coisas. Alguns dos seus livros apanham-na em fase de gestação, outras em plena maturação, outras já em evidente maturidade e as restantes revelam o conjunto da sua génese, ou recapitulam os seus eixos principais. Quanto a esta filosofia, e de acordo com um dos paradoxos principais implicados pela gnose que ela implanta, deve ser dito que ela está contida dentro de cada uma destas obras e, no entanto, ao mesmo tempo, presente fora de todas. Se Abellio aceitou passar pela prova dos signos, foi para transmitir, por um lado, os sinais de uma prova gnóstica e, por outro, no sentido que ela conquista. O sentido está sempre em primeiro lugar em Abellio, é ele que impõe o estilo e os seus sinais. A unicidade e unidade do problema sempre comandaram e ordenaram a multiplicidade de sinais e perspetivas mobilizados, quer se trate de literatura, de obra filosófica, de obra autobiográfica ou de trabalho teatral. Romances, ensaios, memórias, diários, peças de teatro, artigos, entrevistas foram todas escritas com a mesma preocupação de dizer, segundo o momento e possibilidades de cada género, a emergência, a estatura e as implicações do homem interior, convergindo todos para essa alta figura da condição humana. Tal como a complementaridade dos sexos, um exemplo desta correspondência é dada pela relação estabelecida por Abellio entre o romance e o ensaio. Segundo ele, se o ensaio é necessário para que a visão possa aperceber-se da sua própria lucidez e da sua própria transparência para si mesma e da sua capacidade de articular as formas, no romance, género literário nobre e indispensável para ele, a visão pretende "capturar a vida no seu estado nascente", e nele e por meio dele a visão é experiência de uma duração vivida, e convida para o curso e experiência dessa mesma duração. Esta distinção/complementaridade estabelecida entre o ensaio e o romance está metaforicamente referida por ele: se o primeiro é "da ordem do fruto", o segundo é "da ordem do germe."
Sobre a originalidade e o sentido da obra de Raymond Abellio - a desocultação da Tradição - Éric Coulon, refere:
"A via ocidental é aquela que sabe que a 'demonstração' da 'Tradição primordial' é uma etapa obrigatória para a constituição plena e perfeita da gnose. Pela escolha que fez do pólo ocidental e pela mobilização da razão que convocou para a demanda da 'desocultação' da 'Tradição primordial', Abellio distingue-se e destaca-se da maior parte das correntes esotéricas modernas e contemporâneas que se reclamavam, e se ainda se reclamam, explicitamente, da Tradição. […] A 'desocultação' é, portanto, a tarefa essencial do Ocidente. A exigência de clareza e essa necessidade de demonstração encontram nesse aliado que é a razão o contributo mais seguro e mais consequente. Por ela, quer dizer, pelo seu poder simultâneo de 'redução' e de 'integração',[…] fundem-se e fundam-se as diferentes tradições particulares na consciência, e são as mesmas reconduzidas aos invariantes universais que as constituem, revelando as chaves do conhecimento."

### Obra literária
A obra romanesca, de inspiração e essência metafísica, compõe-se antes de mais de um primeiro romance (Heureux les pacifiques), escrito nos finais da segunda guerra mundial, romance que é o primeiro livro publicado por Abellio e que recebeu o Prix Sainte-Beuve, em 1947, pelo qual se tornou visível e público o pseudónimo Raymond Abellio. Segue-se àquele romance uma trilogia (Les yeux d’Ezéchiel sont ouverts; La fosse de Babel; Visages immobiles) cuja elaboração ocupará Abellio até ao final da sua vida. Estes quatro romances fazem evoluir o narrador (primeiramente chamado Saveilhan, depois chamado Pierre Dupastre), no sentido da descoberta de si – a descoberta do homem interior – ao mesmo tempo que ocupa o centro da ação narrada, tomando parte sem tomar partido no coração da história cujo âmbito espacial assume escala planetária, com o inerente frenesim da turbulência global contemporânea, entre uma série de personagem cada qual encarnando múltiplas nuances e facetas de um tipo metafísico particular: o guerreiro, o sábio, o profeta, o feiticeiro, a mulher "original," a mulher "última ".
O primeiro tomo dessa trilogia, inicia-se assim:
"Sábado, 8 de Dezembro de 1945. Quando me acontece interrogar-me sobre o pouco tempo que nos é dado viver e nos saciarmos de experiências que valham a pena serem vividas, a inumerável multidão das pequenas dificuldades e das pequenas satisfações que constituem a trama da vida perde-se numa espécie de longe cinzento e indistinto, e as próprias ideias de felicidade e de desgraça afiguram-se igualmente fúteis. Ao mesmo temo, esta convicção omnipotente que me habita de que serei sempre, doravante, ao mesmo tempo o actor e o espectador da minha própria aventura ajuda-me a aceitar qualquer destino e a firmar-me nele e contra ele. Quer seja no meio da extrema densidade da multidão (penso na minha última saída a Colombes, com Jansen, para assistir a um match internacional) ou antes, como esta noite, no vazio de certas ruas, não esqueço por um momento que a polícia me procura, e sinto-me, no entanto, completamente alheio a esta batida. O essencial de mim próprio escapa-lhe. Estou só. Não digo indiscernível - o que é só tranquilizador em relação à polícia -, mas sozinho. Volto sempre ao que em mim é inexpugnável. De manhã, quando acordo melancólico e mal disposto, uma simples viagem no metro apinhado é quanto basta para me recompor. À minha volta, apenas rostos boçais que, mal se sentem observados, se fazem manhosos ou fugidios. 'Tomados de cio, irascíveis como gatos, medrosos como lebres!', exclamava já Lenine. Aquela gente, membros de um júri? Tanta irrisão era-me como que um benefício. Observo-os mais uma vez e, instantaneamente, dilata-se-me o peito...
O pequeno Jansen caminha a meu lado. Escuta-me em silêncio, com ar hostil. Acabo de lhe dizer que encontrei na véspera um antigo amigo chamado Drameille, e que este se ofereceu para nos dar trabalho.
Jansen decide-se finalmente a falar. Conduz todas as nossas conversas para a sua ideia fixa.
-É uma ideia que não me entusiasma - disse ele. - Há um ano que Drameille não faz coisa alguma.
- Que queres tu que ele tivesse feito?
- Nem mesmo um artigo sobre a depuração.
- Sobre a amnistia?
Jansen teve um encolhimento de ombros.
Recuso a amnistia - disse ele - Estou a acabar a minha brochura. Intitulo-a: Não à Amnistia.
- É um belo título. [...]
Ele saíra de Fresnes há três meses e alugara um quarto mobilado em Levallois, perto da porta de Champerret. Eu não fui apanhado e escondo-me ainda, com um nome falso, num quarto de criada da rua De La Harpe, no Quartier Latin. Vivemos de alguns trabalhos de tradução que nos confiam jornalistas, ex-camaradas de antes da guerra, que redigem todas as semanas uma revista da imprensa estrangeira. Exploram-nos descaradamente, mas, segundo nos dizem, também correm os seus riscos. Todas as quintas-feiras, por volta das sete horas da tarde, encontro-me com Jansen num pequeno café para os lados da Bolsa, e entrego-lhe a minha cópia. Ele sobe sozinho, por precaução, ao escritório da revista, e traz de lá um volumoso maço de jornais que repartimos entre nós: Nova Iorque, Londres, Moscovo, Buenos Aires... Cabe-lhe a ele o inglês, e a mim o russo e o espanhol. Somos os homens mais informados sobre tudo o que de mentiras se imprime pelo mundo".
Relativamente à peça de teatro Montségur, a mesma desenvolve o tema da cruzada contra os cátaros, e põe em cena dois temas metafísicos determinantes: por um lado o conflito do saber e do poder, por outro lado, o despertar para a compreensão desse conflito e para a consciencialização das questões que lhe são inerentes.

### Os ensaios
A série de ensaios – seis no total, a que podemos acrescentar Approches de la nouvelle Gnose que é uma coleção de artigos e prefácios – forma aquilo a que chamamos a obra filosófica de Abellio. À exceção do seu primeiro ensaio, Vers un nouveau prophétisme, que examina a relação que mantiveram, no Ocidente e nos tempos modernos, o sagrado e o profano, o espiritual e o temporal, a espiritualidade e o mundo da política, o profetismo e o poder, e que fornece os traços metafísicos do profeta e mágico, os outros cinco devem ser entendidos em função do lugar que detêm relativamente ao importante trabalho que é La structure absolue. Assim, mesmo o livro intitulado La Bible, un document chifré (2 volumes), publicado anteriormente, e ainda antes da descoberta da estrutura absoluta por Abellio, não é exceção a esta regra de leitura, uma vez que a referida obra, a partir de uma colaboração com Charles Hirsch, viria a ser redesenhada, reformulada, esclarecida e expandida, da maneira a enriquecer-se com as novas possibilidades operatórias da “estrutura absoluta”. O livro será então republicado com o título Introduction à une théorie des nombres bibliques, apresentando-se a nova obra como um ensaio de "numerologia cabalística".
Escrito antes de La structure absolue, mas no momento em que esta já se anunciava a Abellio como a ferramenta de ferramentas, L’Assomption de l’Europe pode ser visto como um trabalho preparatório, sem negligenciar a sua própria especificidade analítica. Nele, Abellio expõe a ligação que estabelece entre o Ocidente, entendido em sentido espiritual, e a emergência da Consciência Transcendental. Neste ensaio, Abellio procede a uma leitura metafísica da história e da política, elevando uma e a outra à categoria, respetivamente, de meta-história e de meta-geopolítica. Quando finalmente os seus pensamentos sobre a estrutura absoluta estavam maduros, Abellio expos no ensaio homónimo, os conceitos básicos da "fenomenologia genética", assim como as análises que tinha empreendido e as implicações ontológicas, antropológicas e teológicas que tinha aprendido, naquela que continua a ser uma das primeiras tentativas para controlar e sistematizar a crescente complexidade das ciências humanas. Quanto ao curto ensaio intitulado La fin de l’esotérisme, trata-se de uma reflexão versando o método de abordagem da mensagem metafísica da tradição universal, a partir da estrutura absoluta. Abellio evoca ali as doutrinas esotéricas, suas aplicações e, principalmente, o modo de cruzá-los (este é o duplo sentido da palavra "fim") pela transfiguração do mundo no homem, via que ele considera ser o destino do próprio Ocidente e da sua racionalidade. Finalmente, Manifeste de la Nouvelle Gnose é uma atualização sobre as descobertas, pesquisas e meditações de Abellio: uma espécie de testamento inacabado, onde uma vez mais são esclarecidos o significado e as implicações do conhecimento, o local da sua realização, o método de fenomenologia abeliana, assim como relações permanentes da gnose com as diferentes áreas de investigação da realidade (ciência, filosofia, religião, simbolismo, história, ética).
De Para um novo profetismo, único ensaio de Abellio traduzido para português, transcrevemos a seguinte passagem:
"Podemos tentar dar uma representação figurativa, forçosamente imperfeita, mas mesmo assim suficientemente eloquente, do que ocorre durante um ciclo de manifestação. Imaginemos Deus (ou a essência primitiva) no cimo de um cone circular cujos círculos horizontais, cada vez mais distanciados, representam diferentes cortes sucessivos na multiplicidade criada. Durante o período de Involução, esse cone alonga-se; durante o período de Evolução, contrai-se. A sua completa reabsorção no vértice é um Apocalipse, que ocorre uma única vez em cada ciclo de manifestação, no fim dos tempos; trata-se de um acontecimento instantâneo, ou antes, intemporal. Na realidade, porém, nem o crescimento nem a diminuição do cone são contínuos; processam-se por ciclos secundários, por Involuções e Evoluções parciais, segundo o próprio tipo da marcha em espiral. Quando há crescimento do cone (Involução global), cada Involução parcial apresenta um maior alongamento para baixo que a Involução parcial que a antecedeu. Estudaremos somente um destes ciclos parciais, supondo, para assentar ideias, que a nossa humanidade se encontra num período de crescimento do cone e, portanto, de aprofundamento na Matéria. O cone perfura a matéria como a uma matriz, animado não só de um movimento de progressão (ou de recuo) ao longo do seu eixo, mas ainda de um movimento de rotação. É preciso então imaginar os diferentes seres vivos, especialmente os homens, colocados nessa espécie de superfície ou tapete que desce ou sobe (conforme o caso) e que, de qualquer modo, gira sem parar. Mas, notem que eu digo apenas 'colocados', isto é com a possibilidade de se deslocarem em todos os sentidos em relação ao tapete, ao mesmo tempo que são por ele arrastados. Deste modo, o movimento total ou absoluto de um homem resulta da composição deste movimento relativo que ele executa, aparentemente de uma maneira independente dis outros seres. Não tardaremos a ver o extraordinário poder de evocação desta figura simbólica."

### As Memórias
No que se refere às Memórias, significativa e genericamente designadas Ma dernière mémoire, são três volumes que cobrem os primeiros quarenta anos de sua vida, eles são o resultado do que Abellio designa por "função de historialização" que permite que a consciência aceder à "segunda memória", isto é, à integração do sentido como marca de água no curso dos acontecimentos de uma vida inteira, sentido que um dia se esclarece para o pensador e, definitivamente, para tudo transfigurar: atos, pensamentos, situações e todas as transformações do passado, presente e futuro. A escolha de interromper a sua autobiografia em 1947, explica-se pelo fato de que esse foi o momento do segundo nascimento de Abellio graças ao qual ele começou sua jornada gnóstica para lá dos eventos e dos enredos. Adicionemos a este domínio os textos que versam sobre o curso e o sentido de uma vida, como Journal de 1971, experiência única para Abellio que só está interessado no significado e não nos enredos diários, é verdadeiro desafio lançado para procurar e encontrar uma "ordem oculta" por trás "do aparente caos da vida quotidiana, tanto física como mentalmente."

### Outras formas de expressão escrita
Devemos mencionar em primeiro lugar os textos escritos para o Círculo de Estudos Metafísicos, uma parte dos quais ("Dialectique de l’initiation") foi retomado e reformulado em La structure absolue. A outra parte é formada por editoriais, artigos e relatórios e foi publicada no Journal intérieur desse mesmo Círculo. Alguns desses editoriais foram incluídos no Cahier de l’Herne, nº 36, dedicado a Abellio. Encontramos nesse livro, também, alguns textos fundamentais de Abellio ("Le postulat de l’interdépendance universel", "Fondements d’esthétique", "Fondements d’éthique", "Fondements de cosmologie") e uma edição parcial de um Journal de Suisse dedicado ao ano de 1951.
Abellio escreveu muitos artigos em várias revistas e algumas revistas, nós não os mencionaremos aqui e a esse propósito reenviamos para a bibliografia que figura em Actes du Colloque de Cérisy, ou àquela que se encontra no livro De la Polítique à la gnose (entrevistas com Marie-Thérèse de Brosses). Três revistas consagradas à obra de Raymond Abellio, no entanto, devem ser mencionadas, por causa da importância dos artigos que nelas figuram: Études abelliennes (publicado pela Associação de Amigos do Raymond Abellio, apareceram quatro números entre 1979 e 1982), Cahiers Raymond Abellio (2 números publicados em 1983 e 1984) e o número 72 da revista Question de, intitulado "La structure absolue". Paralelamente, inúmeros debates e entrevistas (imprensa, rádio ou audiovisual) foram registados. Mencionamos apenas o mais consistente, formando um trabalho completo: De la Politique à la gnose (entrevistas conduzidas por Marie-Thérèse de Brosses) que contêm ainda o texto de uma das conferências fundamentais de Raymond Abellio ("Genéalogie et transfiguration de l’Occident"), por sinal proferida na Biblioteca Nacional de Lisboa, em 31 de Maio de 1977; Dialogue avec Raymond Abellio (dirigido por Jean-Pierre Lombard), Portrait programa (1973) para "Archives of XXº siècle", com Dominique de Roux e J.-J. Marchand; emissão (1977) l’Homme en question, produzido por Roger Pillaudin cujo nº 1 de Études abelliennes reproduz a apresentação de Abellio por si próprio. Abellio também escreveu numerosos prefácios, um deles ao livro Le Cinquième Empire, de Dominique de Roux, publicado pela Belfond, em 1977, de que existe tradução portuguesa, O Quinto Império, editada pela Delraux, em 1977. Lembramos ainda que uma seleção de artigos e prefácios foram coletados por Philippe Camby na obra Approches de la nouvelle Gnose.
Do prefácio que escreveu para o romance O Quinto Império, de Dominique de Roux, acima referenciado, transcrevemos:
"São estas terras do Extremo-Ocidente, terras de ficção? E é, o Quinto Império o “cinema” de Portugal? No nosso mundo demasiado real, onde os impérios doravante não pertencern mais aos donos do mar, mas aos da terra, e se apertam em blocos continentais de uma só peça fechados em si mesmos, que acontece ao antigo  universalismo? Julgando poder fazer concessões pretensamente “realistas” ao antigo mito, alguns portugueses alimentaram a ilusão de aguentar em três continentes em torno do “triângulo de ferro” Pretória-Brasília-Lisboa, centrado na fortaleza da Guiné-Bissau. Uma “lusitanidade” degradada procurou assim um álibi geopolítico inconsistente. Porquê comprometer o espírito em construções tão artificiais?"

## Espólio Raymond Abellio e correspondência
Após uma compra ocorrida em 1983, a Biblioteca Nacional da França detém um considerável espólio de Abellio que consiste em manuscritos e textos datilografados, mas também uma importante correspondência. Uma pequena parte do que foi publicado aqui e ali em revistas consagradas a Abellio, ou em livros escritos por um ou outro dos seus correspondentes, ou a eles dedicado. Assinalamos, finalmente, que Abellio foi diretor de coleção em três grandes editoras: Grasset (coleções "Corresnopndances"); Publications Premières (Coleção "En marge"); Fayard (Coleção "Recherches avancées".

## Obras publicadas

### Com a assinatura de Georges Soulès
- La Fin du nihilisme - ensaio, 1943, Ed. Fernand Sorlot (em colaboração com André Mahé)

### Com a assinatura de Raymond Abellio
- Heureux les pacifiques - romance, 1947, Éd. Flammarion, Prémio Sainte-Beuve.
- Vers un Nouveau Prophétisme - ensaio, Éd. Gallimard, 1947, 1950, 1963. Tradução portuguesa Para um novo profetismo, Ed. Arcádia, 1975.[13]
- Les yeux d'Ézéchiel sont ouverts - ensaio, Éd. Gallimard, 1949. Tradução portuguesa Os olhos de Ezequiel estão abertos, 1ª edição, Ulisseia, 1978; 2ª edição, Arcádia, 2010.
- La Bible, document chiffré, ensaio, Éd. Gallimard, 1950 (2 vol.).
- Assomption de l’Europe, ensaio, Au Portulan, Éd. Flammarion, 1954; 2ª edição, Flammarion, 1978.
- La fosse de Babel - romance, Éd. Gallimard, 1962.[13]
- La Structure absolue - ensaio, Col. "Bibliothèque des Idées", Éd. Gallimard, 1965
- Ma dernière mémoire - autobiografia; Vol. I, Un faubourg de Toulouse (1907-1927), Éd. Gallimard, 1972
- Ma dernière mémoire - autobiografia; Vol. II, Les militants (1927-1939), Éd. Gallimard, 1975
- Ma dernière mémoire - autobiografia; Vol. III, Sol Invictus, Pauvert chez Ramsey, 1980 (vencedor do prémio Deux-Magots)[13]
- Dans une âme et un corps - Diário 1971, Éd. Gallimard, 1973.
- La fin de l'ésotérisme - ensaio, Éd. Flammarion, 1973
- Approches de la nouvelle gnose - ensaio, Éd. Gallimard, 1981.
- Montségur - teatro, Éd. L'Âge de l'homme, 1982.
- Visages immobiles - romance, Éd. Gallimard, 1983.
- Introduction à une théorie des nombres bibliques - ensaio, em colaboração com Charles Hirsch, Éd. Gallimard, 1984
- Manifeste de la nouvelle gnose - ensaio, Éd. Gallimard, 1989.

## Sobre a obra e sobre o homem
- Prologue à Raymond Abellio. Mesa redonda orientada por Michel Cazenave. (em francês)
- Gnose et rationalité. Mesa redonda orientada por Françoise Bonardel. (em francês)
- La seconde naissance et l’édification de l’homme intérieur. Mesa redonda orientada por Françoise Bonardel. (em francês)
- Assomption de l’Europe : vers une communauté gnostique occidentale ?. Mesa redonda orientada por Françoise Bonardel. (em francês)
- Jean-Pierre Lombard (sous la direction de), Raymond Abellio, Cahiers de L'Herne n°36, 1979
- Colloque Raymond ABELLIO Aujourd'hui, Cahiers de l'Hermétisme, Éditions Dervy, 2004 Centre Culturel International de Cerisy-La-Salle, 2002.
- Yves Branca, Sol Invictus. Pour le centenaire de Raymond Abellio, DVX, 2008
- Jean Parvulesco, Le Soleil rouge de Raymond Abellio, Guy Trédaniel, collection « Initiation et pouvoir »
- Marc Hanrez, Sous les signes d'Abellio, Lausanne, l'Âge d'Homme, 1976 (essai d'analyse littéraire)
- Éric Conan et Henry Rousso, Vichy, un passé qui ne passe pas, Fayard, Paris, 1994. (ISBN 2-213-59237-3)
- Jeannine Verdès-Leroux, Refus et violences : politique et littérature à l'extrême droite des années trente aux retombées de la Libération, Gallimard, Paris, 1996. (ISBN 2-07-073224-X)
- Christine Tochon-Danguy, Les Romans de Raymond Abellio : une interprétation imaginaire de la crise contemporaine, thèse de doctorat, histoire, Grenoble 2, 1996.
- Éric Coulon, Rendez-vous avec la connaissance, la pensée de Raymond Abellio, Éditions Le Manuscrit, 2004.
- Cahiers de l'Hermétisme, Magie et Littérature, Albin Michel. Un article de Viviane Couillard-Barry : « Raymond Abellio aurait-il parlé de magie ? (ou la magie dans Visages immobiles, son dernier roman) »
- Marie-Thérèse de Brosses, Entretiens avec Raymond Abellio, Éditions Pierre Belfond, Paris, 1966
- Marie-Thérèse de Brosses, De la politique à la gnose, entretiens avec Raymond Abellio, Éditions Pierre Belfond, 1987
- Question de (numéro 53), La Gnose éternelle. La voie gnostique selon Abellio, par Robert Amadou.
- Question de (numéro 72), La Structure absolue.
- Jean-Pierre Lombard, Dialogue avec Raymond Abellio, Éditions Lettres Vives, 1985
- Le Monde du 1er octobre 1971, « La Renaissance de l'occultisme: une nouvelle définition de l'homme et ses pouvoirs ».
- Nicolas Roberti-Serebriakov, L’itinéraire d'un gnostique français — Georges Soulès, dit Raymond Abellio — étude critique historique, psychologique et philosophique, thèse de doctorat de Philosophie et de Sciences religieuses (EPHE, Sorbonne, 2003).
- Nicolas Roberti, Raymond Abellio, T.1. Un gauchiste mystique, T.2 La structure et le miroir, L'Harmattan, 2011.

### Estudos e aplicações da metodologia abelliana em português
- José Guilherme Abreu, O quadro a Transfiguração de Raffaello Sanzio da Urbino. Uma leitura abelliana, In, Revista da Faculdade de Letras Ciências e Técnicas do Património, Volume V-VI, 2006-2007, Universidade do Porto, Porto, pp. 16-30.
- José Guilherme Abreu, Escultura Pública e Monumentalidade em Portugal (1948-1998). Estudo transdisciplinar de História da Arte e de Fenomenologia Genética, Dissertação de Doutoramento apresentada na Faculdade de Ciências Sociais e Humanas da Universidade Nova de Lisboa, 2007, Lisboa. (Prémio Ignasi de Lecea de Arte Pública, atribuído, em 2009, pelo PAUDO, Universidade de Barcelona).